# Санбері (Нью-Брансвік)
Графство Санбері (англ. Sunbury) — графство в Канаді, у провінції Нью-Брансвік.

## Населення
За даними перепису 2016 року, графство нараховувало 27644 жителів, показавши зростання на 1,8%, порівняно з 2011-м роком. Середня густина населення становила 10,3 осіб/км².
З офіційних мов обидвома одночасно володіли 5 230 жителів, тільки англійською — 21 970, тільки французькою — 350, а 15 — жодною з них. Усього 440 осіб вважали рідною мовою не одну з офіційних, з них 35 — одну з корінних мов.
Працездатне населення становило 68% усього населення, рівень безробіття — 8,3% (9,9% серед чоловіків та 6,4% серед жінок). 92,6% були найманими працівниками, 5,6% — самозайнятими.
Середній дохід на особу становив $40 960 (медіана $37 057), при цьому для чоловіків — $48 818, а для жінок $32 783 (медіани — $49 512 та $26 480 відповідно).
35,2% мешканців мали закінчену шкільну освіту, не мали закінченої шкільної освіти — 19,5%, 45,3% мали післяшкільну освіту, з яких 27,6% мали диплом бакалавра, або вищий, 50 осіб мали вчений ступінь.
| Статево-вікова структура населення | Статево-вікова структура населення | Статево-вікова структура населення | Статево-вікова структура населення | Статево-вікова структура населення |
| ---------------------------------- | ---------------------------------- | ---------------------------------- | ---------------------------------- | ---------------------------------- |
|                                    |                                    |                                    |                                    |                                    |
| Всього                             | Всього                             | 51,8%48,2%                         |                                    |                                    |
| 0 — 14 років                       | 0 — 14 років                       |                                    | 18,3%                              | 18,3%                              |
| 15 — 64 років                      | 15 — 64 років                      |                                    | 69,1%                              | 69,1%                              |
| 65 і більше                        | 65 і більше                        |                                    | 12,6%                              | 12,6%                              |
| 85 і більше                        | 85 і більше                        |                                    | 1,2%                               | 1,2%                               |
| 100 і більше                       | 100 і більше                       |                                    | 0%                                 | 0%                                 |
| Середній вік (років)               | Середній вік (років)               | 37,039,1                           | 38,0                               | 38,0                               |
| Медіана (років)                    | Медіана (років)                    | 35,538,9                           | 37,2                               | 37,2                               |
| — чоловіки — жінки                 |                                    |                                    |                                    |                                    |

| Походження мешканців:     | Походження мешканців:     | Походження мешканців: | Походження мешканців: | Походження мешканців: |
| ------------------------- | ------------------------- | --------------------- | --------------------- | --------------------- |
| Походження                |                           |                       | осіб                  | %                     |
| Корінні американці        | Корінні американці        |                       | 2 175                 | 8.08%                 |
| Інше північноамериканське | Інше північноамериканське |                       | 14 330                | 53.23%                |
| Європейське               | Європейське               |                       | 18 220                | 67.68%                |
| британське                | британське                |                       | 15 080                | 56.02%                |
| французьке                | французьке                |                       | 5 065                 | 18.82%                |
| українське                | українське                |                       | 300                   | 1.11%                 |
| Карибське                 | Карибське                 |                       | 105                   | 0.39%                 |
| Латинськоамериканське     | Латинськоамериканське     |                       | 55                    | 0.2%                  |
| Африканське               | Африканське               |                       | 215                   | 0.8%                  |
| Азійське                  | Азійське                  |                       | 380                   | 1.41%                 |
| Океанійське               | Океанійське               |                       | 25                    | 0.09%                 |

| Зайнятість населення за галузями (за класифікацією NOC): | Зайнятість населення за галузями (за класифікацією NOC): | Зайнятість населення за галузями (за класифікацією NOC): | Зайнятість населення за галузями (за класифікацією NOC): | Зайнятість населення за галузями (за класифікацією NOC): |
| -------------------------------------------------------- | -------------------------------------------------------- | -------------------------------------------------------- | -------------------------------------------------------- | -------------------------------------------------------- |
|                                                          |                                                          |                                                          |                                                          |                                                          |
| Управління                                               | Управління                                               |                                                          | 9,5%                                                     | 9,5%                                                     |
| Бізнес, фінанси та адміністрування                       | Бізнес, фінанси та адміністрування                       |                                                          | 12,9%                                                    | 12,9%                                                    |
| Природничі та прикладні науки                            | Природничі та прикладні науки                            |                                                          | 4,3%                                                     | 4,3%                                                     |
| Охорона здоров'я                                         | Охорона здоров'я                                         |                                                          | 7,1%                                                     | 7,1%                                                     |
| Освіта, правозахист, муніципальні та урядові служби      | Освіта, правозахист, муніципальні та урядові служби      |                                                          | 24,7%                                                    | 24,7%                                                    |
| Мистецтво, культура, відпочинок та спорт                 | Мистецтво, культура, відпочинок та спорт                 |                                                          | 1%                                                       | 1%                                                       |
| Роздрібна торгівля та послуги                            | Роздрібна торгівля та послуги                            |                                                          | 21%                                                      | 21%                                                      |
| Гуртова торгівля, транспорт та обладнання                | Гуртова торгівля, транспорт та обладнання                |                                                          | 14,5%                                                    | 14,5%                                                    |
| Природні ресурси, сільське господарство                  | Природні ресурси, сільське господарство                  |                                                          | 2,7%                                                     | 2,7%                                                     |
| Виробництво                                              | Виробництво                                              |                                                          | 2,2%                                                     | 2,2%                                                     |

## Населені пункти
До графства входять містечко Оромокто, парафії Бертон, Бліссвілл, Гледстоун, Лінкольн, Можервілл, Нортфілд, Шеффілд, села Трейсі, Фредериктон-Джанкшн, індіанська резервація Оромокто 26, а також хутори, інші малі населені пункти та розосереджені поселення.

## Клімат
Середня річна температура становить 5,5°C, середня максимальна – 23,6°C, а середня мінімальна – -15,7°C. Середня річна кількість опадів – 1 120 мм.
| Клімат поселення                              | Клімат поселення | Клімат поселення | Клімат поселення | Клімат поселення | Клімат поселення | Клімат поселення | Клімат поселення | Клімат поселення | Клімат поселення | Клімат поселення | Клімат поселення | Клімат поселення | Клімат поселення |
| Показник                                      | Січ.             | Лют.             | Бер.             | Квіт.            | Трав.            | Черв.            | Лип.             | Серп.            | Вер.             | Жовт.            | Лист.            | Груд.            |                  |
| Середній максимум, °C                         | −3,76            | −2,06            | 3,47             | 9,98             | 16,57            | 21,99            | 23,60            | 22,80            | 17,87            | 11,85            | 5,89             | −1,78            |                  |
| Середня температура, °C                       | −9,73            | −8,03            | −2,51            | 4,00             | 10,59            | 16,02            | 19,42            | 18,60            | 13,68            | 7,66             | 1,69             | −5,99            |                  |
| Середній мінімум, °C                          | −15,7            | −14              | −8,47            | −1,97            | 4,64             | 10,04            | 15,23            | 14,38            | 9,48             | 3,45             | −2,5             | −10,18           |                  |
| Норма опадів, мм                              | 99               | 82               | 89               | 87               | 95               | 90               | 89               | 88               | 92               | 95               | 106              | 108              |                  |
| Середньомісячна швидкість вітру, м/с          | 3.49             | 3.50             | 3.63             | 3.60             | 3.26             | 2.84             | 2.60             | 2.40             | 2.70             | 3.00             | 3.30             | 3.44             |                  |
| Середньомісячна сонячна радіація, кДж/м²·день | 5337             | 8559             | 12281            | 15297            | 18207            | 20266            | 20010            | 17658            | 13193            | 8466             | 4999             | 4111             |                  |
| --------------------------------------------- | ---------------- | ---------------- | ---------------- | ---------------- | ---------------- | ---------------- | ---------------- | ---------------- | ---------------- | ---------------- | ---------------- | ---------------- | ---------------- |
| Джерело:                                      |                  |                  |                  |                  |                  |                  |                  |                  |                  |                  |                  |                  |                  |